# Petrus Franciscus Laarman
Petrus Franciscus Laarman (Amsterdam, 28 december 1842 – Velp, 2 december 1914) was een Nederlands architect.

## Leven en werk
Hij was een zoon van de boekdrukker en handelaar Johannes Hermanus Laarman en zijn vrouw Eleonora Henrica Schmedding. Hij trouwde op 23 augustus 1888 in Oosterbeek met Maria Hendrika Thuyn de Ligny.
Laarman was als architect actief vanaf 1866. Hij voerde veel verbouwingen uit van woonhuizen en winkels in Amsterdam en ontwierp enkele monumentale gebouwen, waaronder Villa Betty (1877) aan de Overtoom en een villa aan de Weteringschans.

## Lijst van werken
- Sociëteit De Vereniging, Amsterdam (?). 1866.
- Verbouwing Café Suisse, Kalverstraat 22-24, Amsterdam. 1876.
- Verbouwing Pijlsteeg 33, Amsterdam. 1876.
- Verbouwing Spiegellijstenfabriek Gebroeders Koch, Henri Polaklaan, Amsterdam. 1876.
- Villa Betty, Overtoom 241. 1877.
- Villa, Weteringschans 24, Amsterdam. 1878-1880.
- Verbouwing Keizersgracht 129-131, Amsterdam. 1879.
- Winkelpand, Singel 190, Amsterdam. 1880.
- Uitbreiding Sint Jacobsgesticht, Plantage Middenlaan 52. 1881.
- Herengacht 124, Amsterdam. 1882 (verdwenen).
- Verbouwing Bernardusgesticht, Oude Turfmarkt 139-153, Amsterdam. 1882-1883.
- Leidsekade 90, Amsterdam. 1883.